# 로스커먼주

로스코먼 주의 위치

로스커먼주(영어: County Roscommon, 아일랜드어: Contae Ros Comáin 콘테 로스 코만)는 아일랜드의 주로 주도는 로스커먼이며 면적은 2,548km2, 인구는 64,436명(2011년 기준)이다.

## 같이 보기
- 아일랜드의 주